# David Tremblay
David Tremblay (ur. 18 września 1987) – kanadyjski zapaśnik.  Olimpijczyk z Londynu 2012, gdzie zajął szesnaste miejsce w kategorii 55 kg.
Zwyciężył na Igrzyskach Wspólnoty Narodów w 2014 roku.
Zawodnik Concordia University.